# Михальчанський парк
Михальча́нський парк — парк-пам'ятка садово-паркового мистецтва місцевого значення в Україні. Об'єкт природно-заповідного фонду Чернівецької області.
Розташований у межах Кам'янської сільської громади Чернівецького району Чернівецької області, в селі Михальча.
Площа 2 га. Статус присвоєно згідно з рішенням облвиконкому від 17.10.1984 року. Перебуває у віданні: Михальчанська сільська рада.
Статус присвоєно для збереження парку, заснованого в кінці ХІХ ст. Цінні насадження, 14 екзотів.